# Locomotiva Basarabeasca
Locomotiva Basarabeasca (rum. Fotbal Club Locomotiva Basarabeasca) – mołdawski klub piłkarski z siedzibą w Basarabeasca.

## Historia
Drużyna piłkarska Locomotiva Basarabeasca została założona w mieście Basarabeasca w 1995.
W sezonie 1995/1996 klub debiutował w Divizia A, w której zajął pierwsze miejsce i awansował do Divizia Națională. W sezonie 1996/97 klub startował w najwyższej lidze, a w następnym sezonie zajął ostatnie 10 miejsce i spadł z powrotem do Divizia A. W 2 lidze zajął 5 miejsce, ale sezon 1999/00 rozpoczął w Divizia B. Po zakończeniu sezonu zajął 11 miejsce, ale przed startem nowego sezonu wycofał się z rozgrywek. Dopiero w sezonie 2003/04 startował ponownie w Divizia A, a po sezonie zrezygnował z dalszych występów. W sezonie 2008/09 kolejny raz przystąpił tym razem do rozgrywek Divizia B. I tak jak poprzednio nie wystartował w następnym sezonie.

## Sukcesy
- 8 miejsce w Divizia Națională: 1996/97
- 1 miejsce Divizia A: 1995/1996
- półfinalista Pucharu Mołdawii: 1995/96